# Ahmad Djamil
 (juin 2023).
Ahmad Djamil (vrai nom en azéri : Əhməd Səttar oğlu Cəmilzadə; né le 20 octobre 1913 à Erevan et mort le 24 septembre 1977 à Bakou) est un poète azerbaïdjanais, membre de l'Union des écrivains azerbaïdjanais depuis 1939, lauréat du prix d'État d'Azerbaïdjan (à titre posthume en 1980).

## Biographie
Alors qu'il étudie en septième année du secondaire, son premier poème Gözel Qafqaz est publié en 1928 dans le magazine Gızıl Gandja. Il participe activement à la branche de Ganja de la Société des écrivains prolétariens d'Azerbaïdjan. Ses poèmes sont publiés de temps en temps dans les journaux et magazines Kızıl Gandja, Daghestan Fuqarasi, Jeune Bolshevik, Attaque, Révolution et Culture. Puis il poursuit ses études à la Faculté des lettres de l'Institut pédagogique supérieur de Bakou (1930-1933). Il est méthodiste dans le village de Zayam de la région de Chamkir (1933-1936), puis à Gandja (1936-1940). À partir de septembre 1940, il travaille comme consultant dans la section poésie de l'Union des écrivains soviétiques d'Azerbaïdjan, comme ouvrier littéraire et secrétaire responsable du Journal littéraire, puis il est élu secrétaire responsable du syndicat (1940-1942).

## Les années de guerre
Pendant la Seconde Guerre mondiale, il travaille dans les rédactions du Caucase du Nord, des journaux du front de Crimée (Coup de combat, Attaque,  En avant pour la patrie ) (1942-1943). Il est élu secrétaire exécutif du conseil d'administration de l'Union des écrivains (1944-1947), ainsi que membre du conseil d'administration. 

## Après la guerre
En octobre 1948, il est élu secrétaire responsable du conseil d'administration de l'Union soviétique des écrivains soviétiques. En 1950, consultant au sein de l'Union des écrivains d'Azerbaïdjan, en 1951, il travaille comme éditeur temporaire dans le Journal littéraire. Rédacteur en chef, (1953-1955), éditeur (1956-1959), rédacteur en chef de l'Azerbaïdjan (1959-1960), rédacteur en chef d'Azerneshr (1962-1963), rédacteur dans l’édition Ganjlik (1964-1967), rédacteur en chef du journal Ulduz  (1973-1977). Il fait des traductions du Russe, Géorgien, Ukrainien, Arménien, Ouzbek, Biélorusse, Tadjik en Azerbaїdjanais. L'ordre du travail rouge lui et des médailles sont décernés deux fois par le décret honorifique du présidium du Soviet suprême de l'Azerbaïdjan. 